# IC 3896A
IC 3896A је спирална галаксија у сазвјежђу Кентаур која се налази на листи објеката дубоког неба у Индекс каталогу.
Деклинација објекта је - 50° 4' 16" а ректасцензија 12h 55m 30,8s. Привидна величина (магнитуда) објекта IC 3896 износи 12,8 а фотографска магнитуда 13,5. IC 3896A је још познат и под ознакама ESO 219-8, IRAS 12526-4948, PGC 44040.